# Twin Grove (Illinois)
Twin Grove es un lugar designado por el censo ubicado en el condado de McLean en el estado estadounidense de Illinois. En el Censo de 2010 tenía una población de 1 564 habitantes y una densidad poblacional de 151,95 personas por km².

## Geografía
Twin Grove se encuentra ubicado en las coordenadas 40°28′46″N 89°6′6″O / 40.47944, -89.10167. Según la Oficina del Censo de los Estados Unidos, Twin Grove tiene una superficie total de 10,29 km², de la cual 10,28 km² corresponden a tierra firme y (0,08%) 0,01 km² es agua.

## Demografía
Según el censo de 2010, había 1 564 personas residiendo en Twin Grove. La densidad de población era de 151,95 hab./km². De los 1 564 habitantes, Twin Grove estaba compuesto por el 96,74% blancos, el 1,47% eran afroamericanos, el 0,06% eran amerindios, el 0,83% eran asiáticos, el 0% eran isleños del Pacífico, el 0,7% eran de otras razas y el 0,19% pertenecían a dos o más razas. Del total de la población el 2,3% eran hispanos o latinos de cualquier raza.